# Elke Graalfs

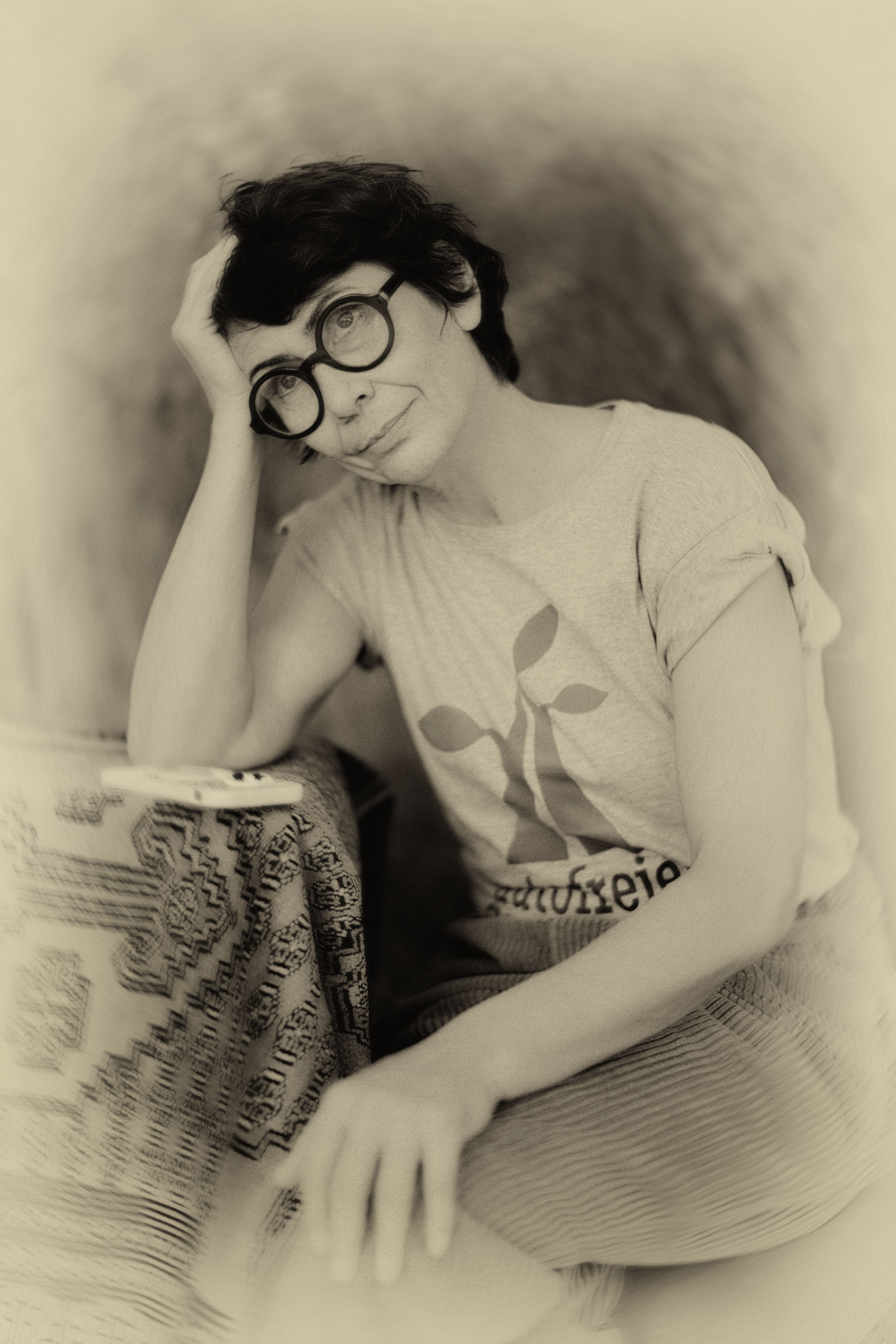
Elke Graalfs

Elke Graalfs (geb. 1966 in Carolinensiel) ist eine deutsche Künstlerin.

## Leben
Elke Graalfs studierte Malerei an der Carl von Ossietzky Universität Oldenburg und an der Hochschule für Künste Bremen. 2001 war sie Meisterschülerin bei Karin Kneffel.
Sie erhielt unter anderem 2001 das New York Stipendium BBK Bremen. 2006 die Sim Art Residency in Reykjavik, Island. 2012 das Casa Elvira Basilico Residency Stipendium in San Valentino Citeriore Abruzzo, Italien, und 2019 die Jigongshan International Art Park Residency in Henan, China. Seit 1994 ist sie in zahlreichen Einzel- und Gruppenausstellungen vertreten.
Elke Graalfs lebt und arbeitet in Berlin.

## Werk
Das malerische Werk von Elke Graalfs dreht sich hauptsächlich um die Masche. Mit Öl und Acryl auf Leinwand oder direkt auf die Wand malt Elke Graalfs gestrickte Bilder. Eins der Hauptmotive ihrer Wandmalereien ist eine Gestalt in einem grobmaschig gestrickten Kapuzenbademantel.
Ihre fotografischenen Arbeiten sind ausschließlich mit der Handykamera des Modells T610 von Sony Ericsson aufgenommen.

## Ausstellungen
- 2020: Supp_ort, Galerie Walden, Berlin
- 2020: Widerkunst, Säälchen, Berlin
- 2020: Fuck your Selfie. Galerie Crystal Ball, Berlin
- 2019: Artists of Kulturpalast, Kulturpalast Wedding International, Berlin
- 2019: Not all who wander are lost. Paths into China, Kuratiert von Alexandra Grimmer, Jigongshan Art Museum, China
- 2019: Heute, Springflut Art Space, Bremerhaven
- 2019: Back From Mars, Ostfriesland, Berlin
- 2019: Ewig währt am längsten, Apotheke, Berlin
- 2019: Helter Skelter V, Kulturpalast Wedding International, Berlin
- 2018: KNICK KNACK, Unter Urban, Berlin
- 2018: Super Olive, Galerie Crystal Ball, Berlin